# Marquesado de Linares
El marquesado de Linares es un título nobiliario español creado por el rey Amadeo I en 1873 a favor de José de Murga y Reolid, notable economista y senador del Reino. Su nombre se refiere al municipio andaluz de Linares, en la provincia de Jaén. El mismo día se le concedió también el Vizcondado de Llanteno.

## Marqueses de Linares
|                                 | Titular                         | Periodo                         | Casa                            |
| Creación por Amadeo I de España | Creación por Amadeo I de España | Creación por Amadeo I de España | Creación por Amadeo I de España |
| ------------------------------- | ------------------------------- | ------------------------------- | ------------------------------- |
| I                               | José de Murga y Reolid          | 1873-1902                       | Casa de Linares                 |
| II                              | Antonio Martín y Nebot          | 1904-1940                       | Casa de Linares                 |
| III                             | Antonio Martín Montis           | 1940-1981                       | Casa de Linares                 |
| IV                              | Antonio Martín Santiago-Concha  | 1981-2018                       | Casa de Linares                 |
| V                               | Antonio José Martín Urquijo     | 2019-actual titular             | Casa de Linares                 |

## Historia

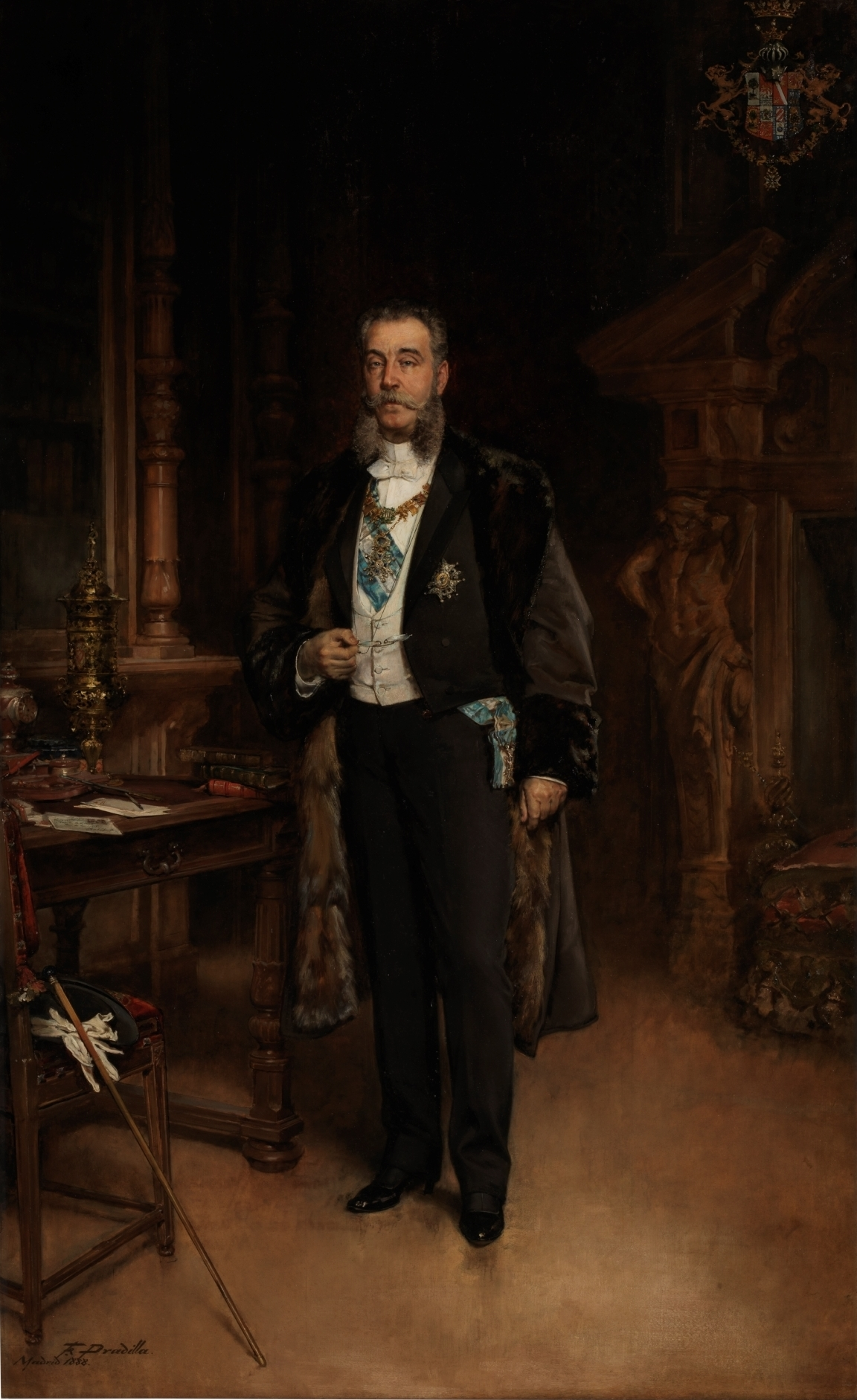
José María de Murga y Reolid, I marqués de Linares, por Francisco Pradilla (1888).

- José de Murga y Reolid (Madrid, 13 de febrero de 1833-9 de abril de 1902), I marqués de Linares  y I vizconde de Llanteno[1] (1873-1902), contrajo matrimonio con Raimunda Osorio y Ortega (¿?-1901). Al no existir descendencia, el marquesado recayó en manos de su sobrino y el vizcondado, al haber sido creado ad personam, retornó a la Corona aunque se rehabilitó años más tarde.

- Antonio Martín Nebot de Murga y Trápaga, (baut. 10 de diciembre de 1873-San Sebastián, 30 de diciembre de 1940),[2] II marqués de Linares,[3] Mayordomos de semana del rey Alfonso XIII  y senador por la provincia de Baleares (1914, 1915) y de Guadalajara (1916, 1917).[4] Contrajo matrimonio con Brígida Montis y Allende-Salazar (1868-1968).

Le sucedió su hijo.
- Antonio Martín Montis (¿?-Madrid, 17 de marzo de 1981),[5] III marqués de Linares,[6] casado con Josefina de Santiago-Concha y Loresecha.

Le sucedió su hijo:
- Antonio Martín Santiago-Concha (m. Madrid, 13 de marzo de 2018),[7] IV marqués de Linares,[8]  casado en octubre de 1969 con Cecilia de Urquijo de Federico.

Le sucedió su hijo:
- Antonio José Martín Urquijo, V marqués de Linares.[9] Se casó con María Luisa de Hoyos y Martínez de Irujo.[10]